# Denis Verschueren
Denis Verschueren (* 11. Februar 1897 in Berlaar; † 18. April 1954 in Lier) war ein belgischer Radrennfahrer und nationaler Meister im Radsport.

## Sportliche Laufbahn
Verschueren war im Straßenradsport aktiv. Von 1923 bis 1939 war er Unabhängiger und Berufsfahrer.
Er gewann einige der traditionsreichsten Eintagesrennen des internationalen Radsports. 1926 siegte er in der Flandern-Rundfahrt vor Gustaaf Van Slembrouck. Paris–Tours gewann er 1925 und 1928, Paris–Brüssel 1926 und den Scheldeprijs 1930. 1925 wurde er Gesamtsieger der Belgien-Rundfahrt mit drei Tageserfolgen. Weitere Siege holte er in der Trophée de Provence 1923, bei Paris–Longwy 1926, im Circuit de la Vienne 1927, im Heistse Pijl und im Grand Prix van Haspengouw 1929. Im Critérium du Midi 1923 gelang ihm ein Etappensieg. 1926 und 1929 gewann er die nationale Meisterschaft der Interclubs. Dazu kam eine Reihe von Siegen in Rundstreckenrennen und Kriterien. Im Scheldeprijs 1924 und 1932 wurde er Zweiter, 1931 Dritter. Im Grand Prix Wolber 1928 kam er auf den 2. Platz. In der Tour de France 1928 war er ausgeschieden.

## Familiäres
Seine Brüder Constant Verschueren et Pol Verschueren waren ebenfalls Radprofis.